# Digitaria abludens
Digitaria abludens là một loài thực vật có hoa trong họ Hòa thảo. Loài này được (Roem. & Schult.) Veldkamp mô tả khoa học đầu tiên năm 1973.